# Африканский клювач
Африканский клювач (лат. Mycteria ibis) — птица семейства аистовых.

## Описание
Длина тела составляет до 1 м. Жёлтый клюв согнут немного книзу и очень выделяется от голого, красного лица. Оперение полностью белое, вплоть до чёрных краёв крыльев. Длинные, типичные для аистов ноги красновато-оранжевые.

## Распространение
Похожий на ибисов африканский клювач распространён в Африке к югу от Сахары и на Мадагаскаре.

## Образ жизни
Птицы ищут в мелководных и болотистых водоёмах рыбу, которую они подкарауливают неподвижно опущенным в воду клювом. Когда они отдыхают, они похожи на стоящих неподвижно с разогнутыми коленными суставами марабу. Африканский клювач гнездится в колониях на деревьях, часто находящихся в деревнях или городах.

## Фото

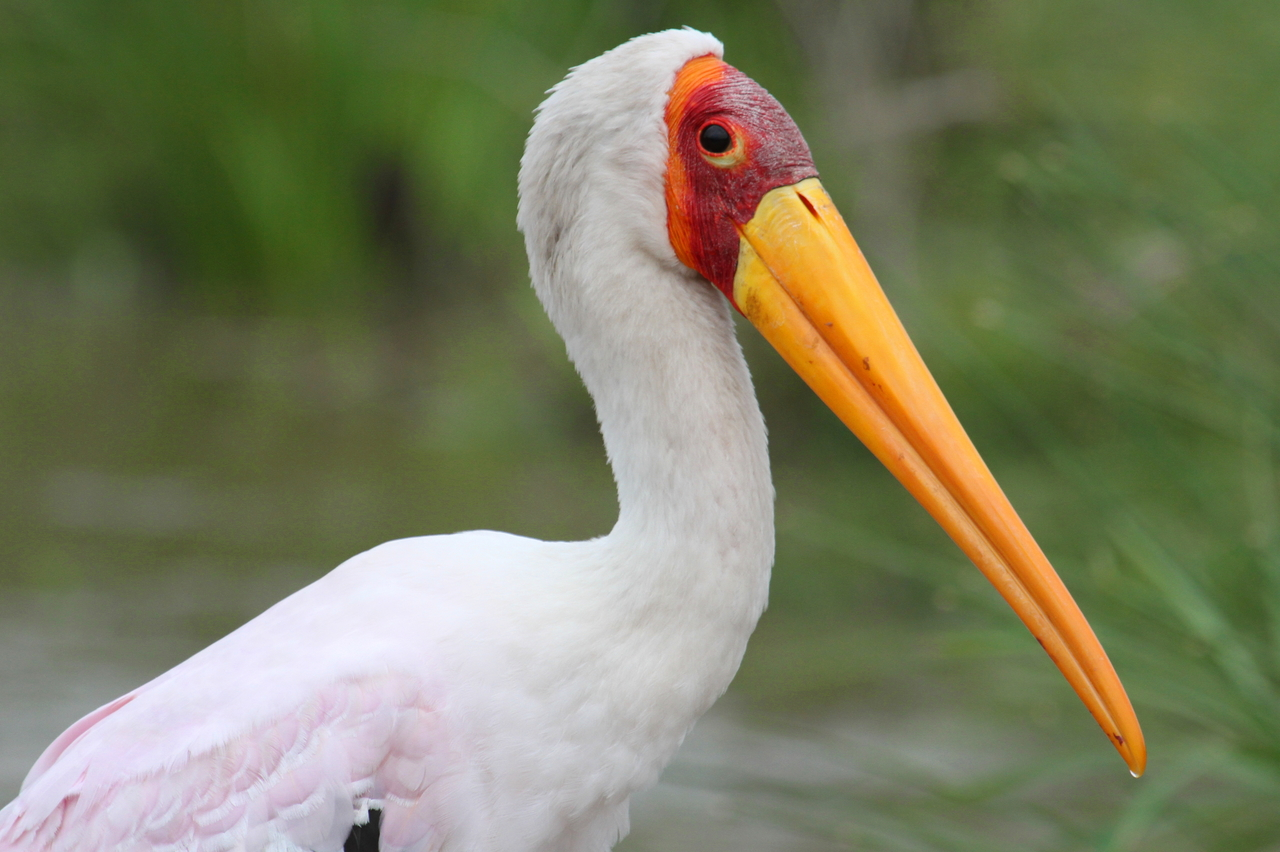
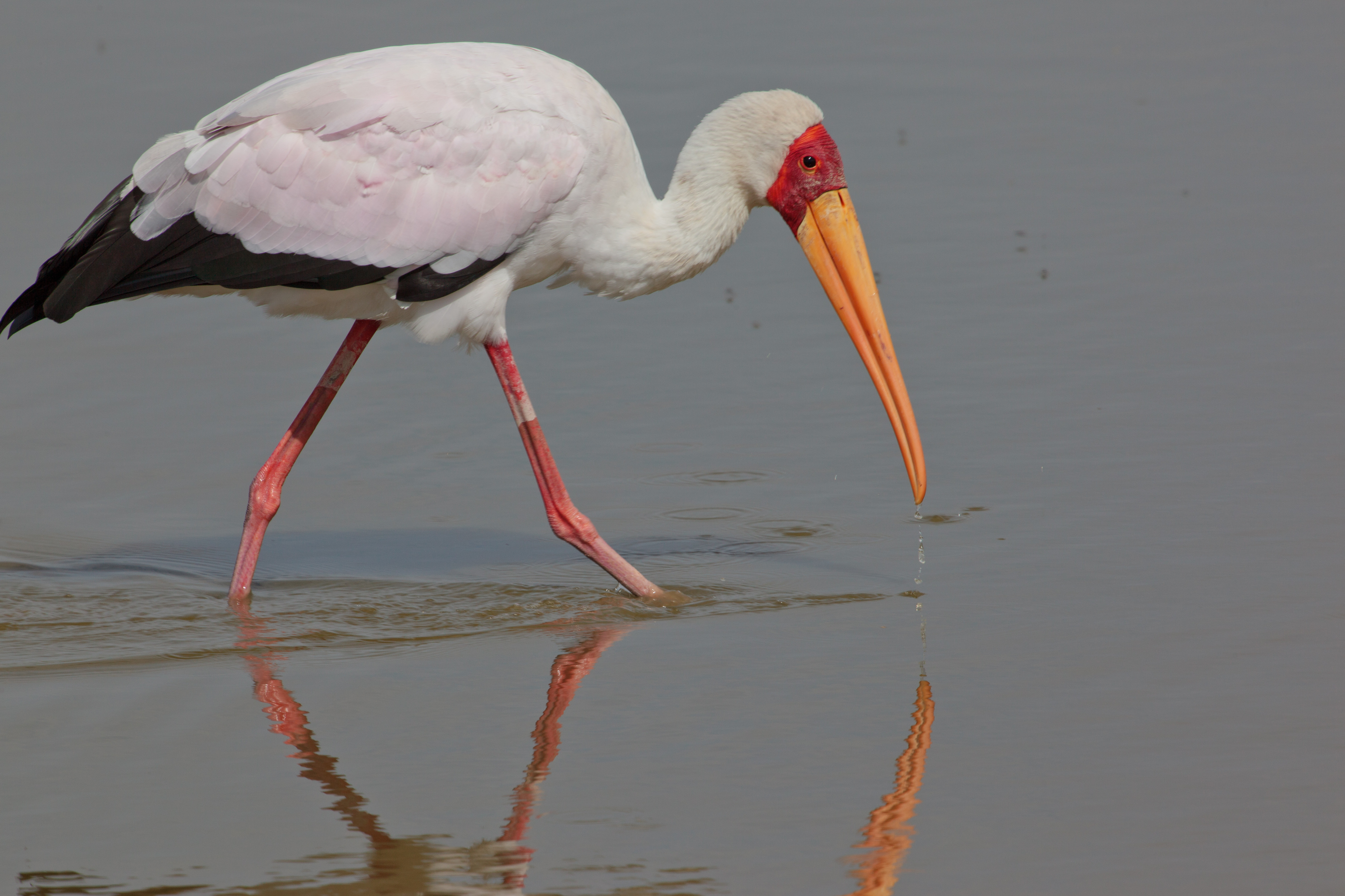
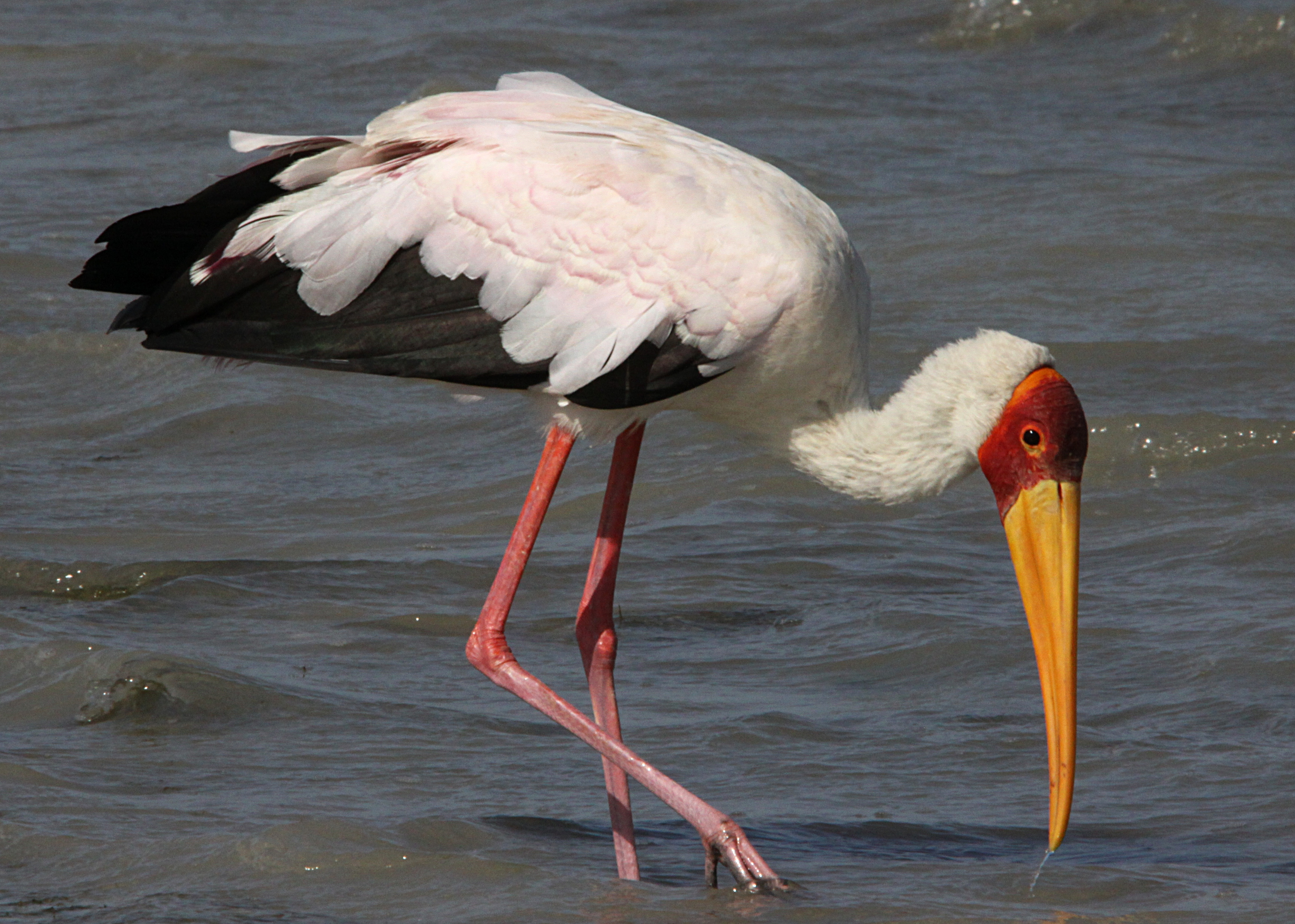
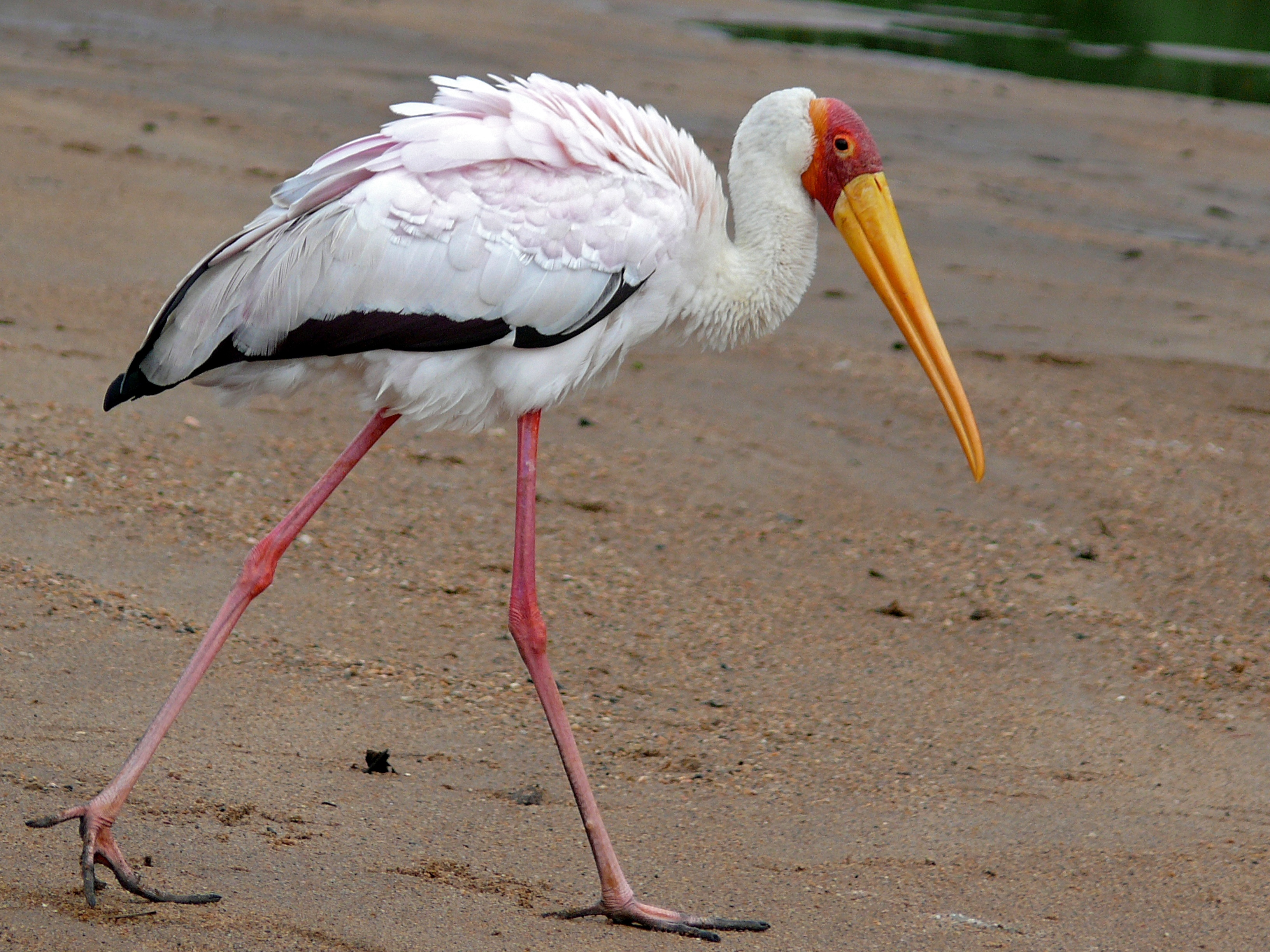
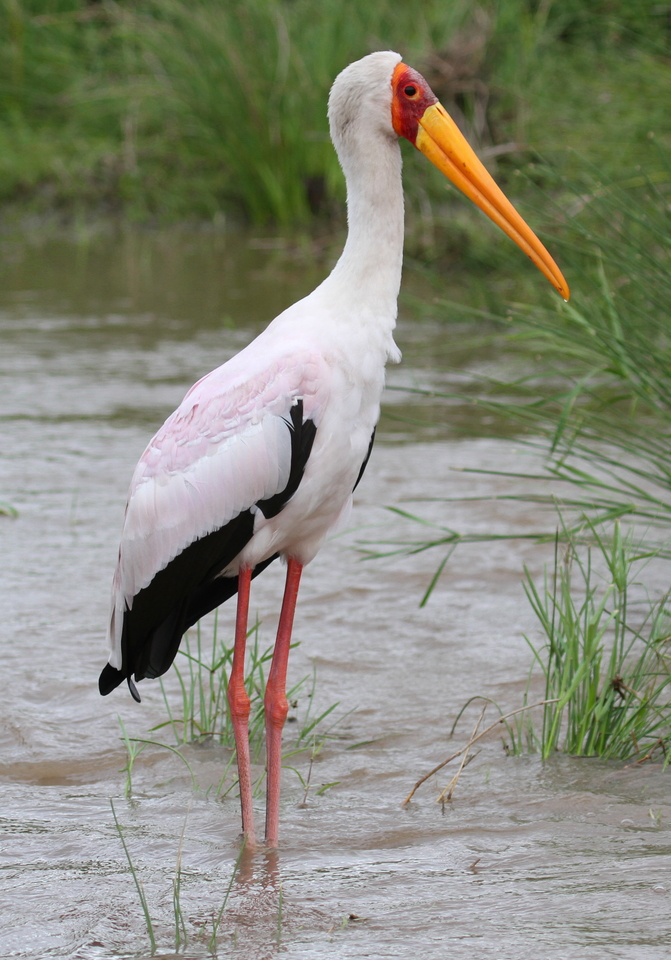
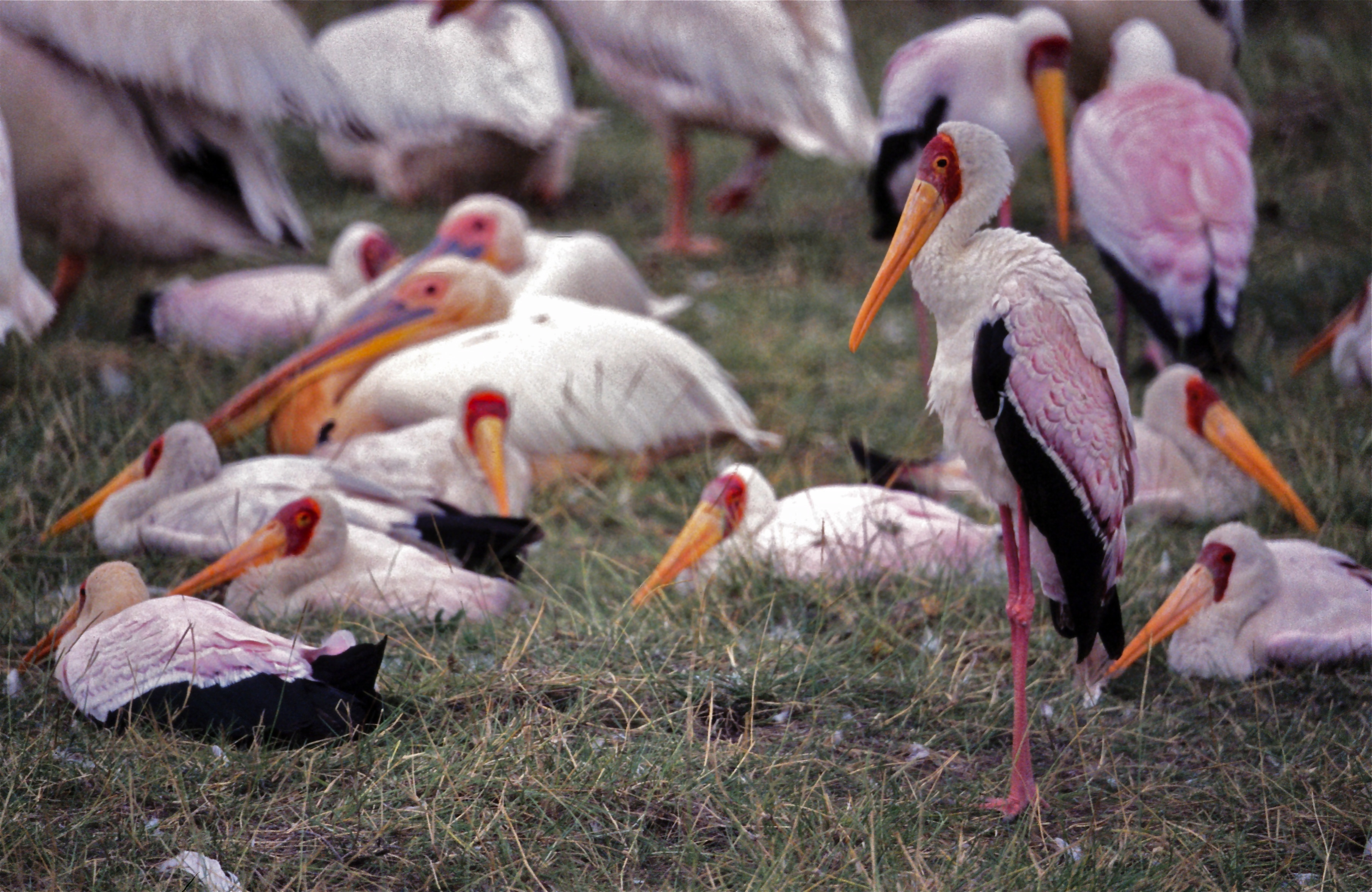
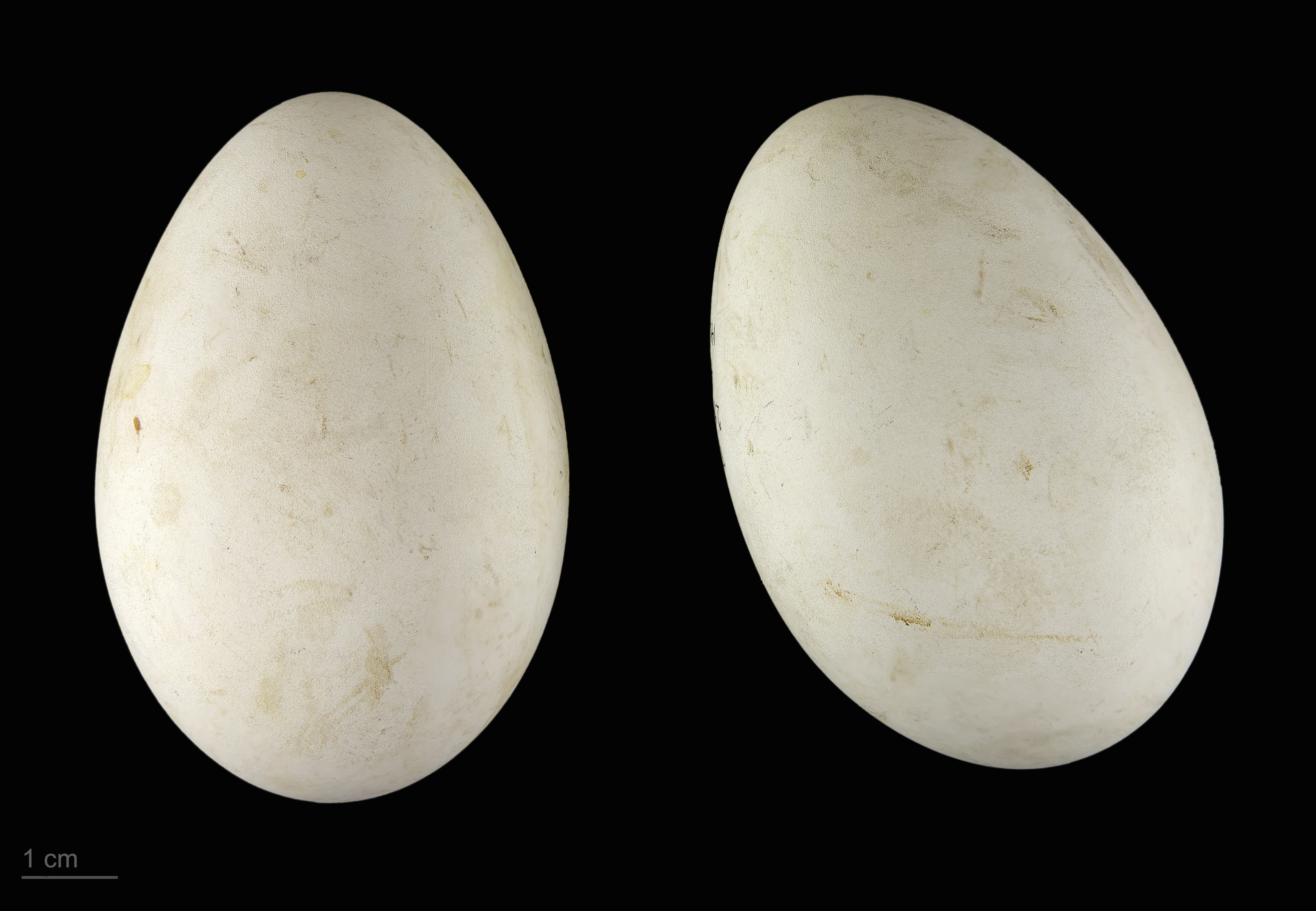
яйцо Mycteria ibis -  Тулузский музеум